# Xuninua
Xuninua o Šu-Ninua va ser el 54è rei d'Assíria, segons la Llista dels reis d'Assíria, que li assigna un regnat de 14 anys, potser del 1615 aC al 1602 aC segons la cronologia curta.
Era fill de Bazaia i hauria dirigit la revolta que va enderrocar l'usurpador Lullaia, un "fill de ningú" (és a dir no pertanyia a cap família reial) després de sis anys de govern. Va restaurar l'anterior dinastia, la Dinastia d'Adasi. El va succeir el seu fill Xarma-Adad II.